# Патракова
Патра́кова (рос. Патраково) — присілок у складі Юргамиського району Курганської області, Росія. Входить до складу Чинеєвської сільської ради.
Населення — 16 осіб (2010, 29 у 2002).